# 张守智
张守智（?—?），又名张住哥，元朝大臣，元世祖时中书参知政事。
至元十三年（1276年）由大都路总管转任宣慰使。至元十五年（1278年）三月，张守智以参知政事行大司农事，出为潭州行省官员。七月，湖广行省左丞崔斌为江淮行省左丞，参知政事张守智为湖广行省左丞。至元二十五年（1288年），再任中书省参知政事。至元二十六年（1289年）正月，出使高丽王朝，督促高丽出粮助攻日本。至元二十七年（1290年），由参知政事卸任。